# Onde évanescente
Pour les articles homonymes, voir onde (homonymie).

L'onde plane évanescente est une onde plane particulière dont l'amplitude varie exponentiellement dans une direction orthogonale à sa direction de propagation.

## Expression théorique
En supposant l'onde monochromatique, on peut en donner une expression mathématique utilisant la notation exponentielle :
| {\displaystyle A({\vec {r}},t)={\mathcal {Re}}(\;A_{o}\mathrm {e} ^{i({\vec {k}}\cdot {\vec {r}}-\omega t)}\;)} avec {\displaystyle {\mathcal {Re}}}, opérateur partie réelle | \| {\displaystyle A({\vec {r}},t)}, \| amplitude de l'onde, \| \| {\displaystyle A_{o}}, \| amplitude complexe (scalaire ou vectorielle), \| \| t, \| variable de temps, \| \| {\displaystyle \omega }, \| fréquence angulaire, \| \| {\displaystyle {\vec {r}}}, \| variable d'espace, \| \| {\displaystyle {\vec {k}}={\vec {k}}{'}+i{\vec {k}}{'}{'}}, \| vecteur d'onde complexe, avec {\displaystyle {\vec {k}}{'}\bot {\vec {k}}{'}{'}}. \| |
| {\displaystyle A({\vec {r}},t)}, | amplitude de l'onde, |
| {\displaystyle A_{o}}, | amplitude complexe (scalaire ou vectorielle), |
| t, | variable de temps, |
| {\displaystyle \omega }, | fréquence angulaire, |
| {\displaystyle {\vec {r}}}, | variable d'espace, |
| {\displaystyle {\vec {k}}={\vec {k}}{'}+i{\vec {k}}{'}{'}}, | vecteur d'onde complexe, avec {\displaystyle {\vec {k}}{'}\bot {\vec {k}}{'}{'}}. |

Le vecteur d'onde {\displaystyle {\mathcal {\vec {k}}}} est un vecteur complexe. Sa partie réelle, {\displaystyle {\vec {k}}{'}}, et sa partie imaginaire {\displaystyle {\vec {k}}{'}{'}}, sont deux vecteurs orthogonaux.
La direction de propagation de l'onde est celle de la partie réelle. L'amplitude de l'onde évanescente tend exponentiellement vers zéro dans la direction donnée par la partie imaginaire.
L'onde plane n'existe que dans le monde mathématiques, puisque son extension est infinie. Une Difficulté supplémentaire de l'onde évanescente est son amplitude qui tend vers l'infini dans une direction. Ces ondes peuvent se présenter comme solutions d'équation de propagation pour des milieux non dissipatifs. (Dans un espace infini ou par morceaux dans des demi-espaces de nature différentes séparés par une interface plane).
L'onde évanescente est un cas particulier d'onde plane hétérogène. En milieu dissipatif, l'onde plane hétérogène ne peut pas être évanescente car les vecteurs {\displaystyle {\vec {k}}} et {\displaystyle {\vec {k}}{'}} ne sont jamais orthogonaux,.
Dans le monde « réel », on ne trouve que des ondes « localement planes et évanescentes ». Elles apparaissent de façon générale comme des solutions possibles des équations de Maxwell en présence d'interfaces, planes ou non. Elles font partie d'un type très général de solutions dites de champ proche, dont on trouve maintes applications dans les technologies qui leur sont liées : les microscopies de champ proche. On les trouve également dans les ondes acoustiques d'interface.

## Description

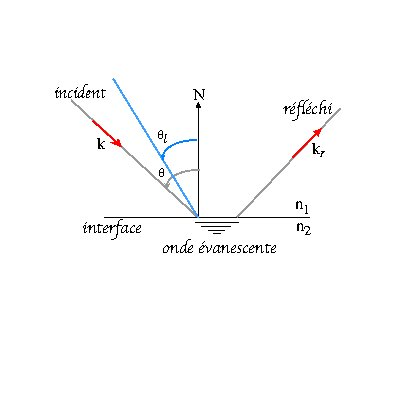
Réalisation simple d'une onde évanescente dans du verre d'indice supérieur à l'indice de l'air.

Dans la pratique, on rencontre des ondes évanescentes dans les phénomènes de diffraction, l'onde diffractée présentant une diminution exponentielle de son amplitude avec la distance à la source.
Une réalisation élémentaire peut être obtenue à partir d'un simple dioptre verre-air dans le cas d'une onde incidente dont l'angle d'incidence {\displaystyle \theta } est supérieur à l'angle d'incidence limite de réfraction {\displaystyle \theta _{l}}, défini par :
où {\displaystyle n_{l}} et {\displaystyle n_{2}} sont respectivement les indices de réfraction du verre et de l'air, soit le passage d'un milieu plus réfringent à un milieu moins réfringent.
Dans un tel cas, les calculs des coefficients de réflexion et de transmission montrent que toute l'intensité de l'onde incidente se retrouve dans l'onde réfléchie : dans le milieu d'indice {\displaystyle n_{2}}, l'énergie de l'onde électromagnétique ne se propage pas dans la direction normale à la surface (i.e. vers le bas, sur le schéma). Plus précisément, il s'avère que la densité d'énergie de l'onde dans ce milieu décroît exponentiellement à partir de la surface, et ce d'autant plus rapidement que l'angle d'incidence s'éloigne, en croissant, de l'angle limite de réfraction : sous la surface, l'onde s'évanouit.
Cette nature évanescente de l'onde peut être mise en évidence en plaçant délicatement dans le milieu inférieur un capteur qui viendra frustrer l'onde. Le phénomène se manifestera, par exemple, en observant la diminution de l'intensité réfléchie au fur et à mesure que le capteur se rapproche de la surface, à partir du bas : cette décroissance est pratiquement exponentielle en fonction de la distance à l'interface.
Par ailleurs, ce schéma révèle une autre caractéristique de cette onde évanescente, qui peut être mise en évidence par la réalisation d'un rayon lumineux fin ({\displaystyle {\vec {k}}}, vecteur d'onde moyen) en incidence sur la surface. Le rayon réfléchi ({\displaystyle {\vec {k}}_{r}}, vecteur d'onde moyen) est issu d'un point de la surface décalé par rapport au point d'impact : il s'agit de l'effet Goos-Hänchen.
Dans certains cas, l'onde peut être évanescente de chaque côté de l'interface et elle se propage donc simplement le long de celle-ci. Ces ondes de surface se rencontrent dans différents domaines de la physique (voir l'article Plasmon de surface).

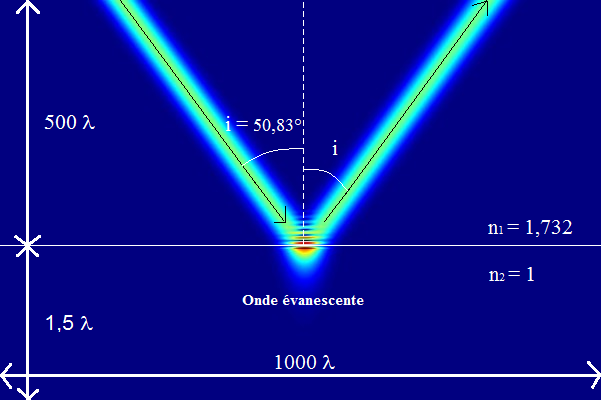
Simulation du phénomène d'onde évanescente réalisée à partir du logiciel Octave et au programme Fieldoctave (https://www.jeos.org/index.php/jeos_rp/article/view/10025)